# Stuart Holmes
Pour les articles homonymes, voir Holmes.
Stuart Holmes est un acteur américain, de son vrai nom Joseph Liebchen, né le 10 mars 1884 à Chicago (Illinois), mort le 29 décembre 1971 à Los Angeles — Quartier d'Hollywood (Californie).

## Biographie

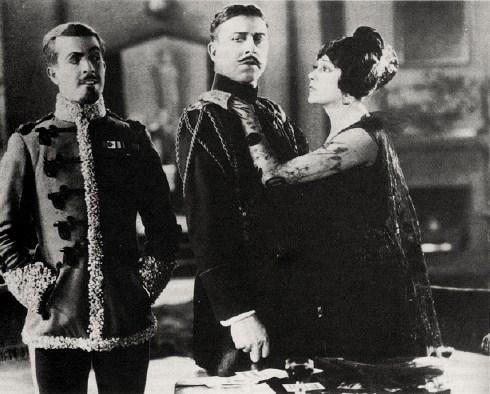
Ramón Novarro, Stuart Holmes et Barbara La Marr, dans Le Prisonnier de Zenda (1922)

Au cinéma, Stuart Holmes (pseudonyme) contribue à près de cinq-cents films américains entre 1909 et 1964, dont quasiment cent-cinquante durant la période du muet (jusqu'en 1929, entre autres au sein de la Fox Film Corporation).
Parmi ses partenaires féminines de cette première période, citons Theda Bara (cinq films, dont The Clemenceau Case d'Herbert Brenon en 1915), Clara Bow (deux films), Priscilla Dean (deux films, dont Under Two Flags de Tod Browning en 1922), Alice Lake (trois films), Barbara La Marr (Le Prisonnier de Zenda de Rex Ingram, version de 1922), Gloria Swanson (Inconscience (Her Husband's Trademark) de Sam Wood en 1922), Norma Talmadge (trois films), ou encore Alice Terry (Les Quatre Cavaliers de l'Apocalypse de Rex Ingram, version de 1921, et Le Prisonnier de Zenda).
Le premier film parlant de Stuart Holmes est Captain of the Guard de John S. Robertson, sorti en 1930, où il personnifie Louis XVI, aux côtés de Laura La Plante. Par la suite et jusqu'en fin de carrière, il tient surtout des petits rôles non crédités, notamment dans le western Terreur à l'ouest (1939), le film noir Jack l'Éventreur (1944), et le film musical Chantons sous la pluie (1952). Parmi les quelques films parlants où il est crédité (outre le premier cité), mentionnons Ce n'est pas un péché de Leo McCarey (1934, avec Mae West) et La Toile d'araignée de Vincente Minnelli (1955, avec Richard Widmark et Lauren Bacall).
À la télévision, Stuart Holmes apparaît dans le premier épisode, diffusé en 1952, de la série Les Aventures de Superman. Sa présence n'est pas confirmée dans deux autres séries, en 1959.

## Filmographie partielle

### Au cinéma
- 1909 : The Way of the Cross de James S. Blackton (court métrage)
- 1910 : The Woman Hater de Joseph A. Golden (court métrage)
- 1912 : Comment Washington traversa le Delaware (How Washington crossed the Delaware) de J. Searle Dawley (court métrage)
- 1913 : The Pursuit of the Smugglers de J. P. McGowan (court métrage)
- 1913 : The Fighting Chaplain de George Melford (court métrage)
- 1914 : Life's Shop Window de J. Gordon Edwards
- 1915 : Princess Romanoff de Frank Powell
- 1915 : The Unfaithful Wife de J. Gordon Edwards
- 1915 : Should a Mother Tell de J. Gordon Edwards
- 1915 : The Clemenceau Case de Herbert Brenon

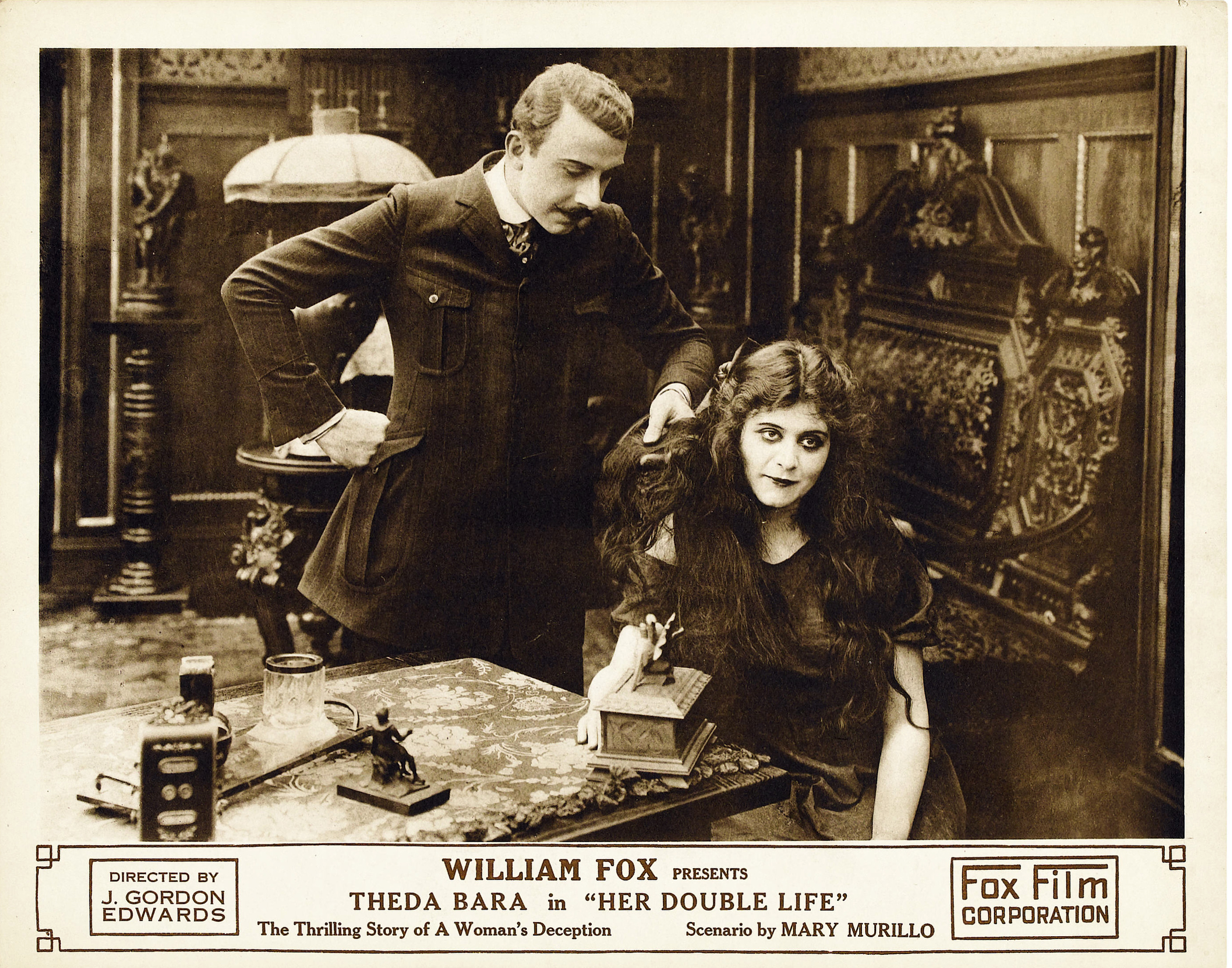
Avec Theda Bara, dans Her Double Life (1916)

- 1916 : Under Two Flags de J. Gordon Edwards
- 1916 : A Wife's Sacrifice de J. Gordon Edwards
- 1916 : La Fille des dieux (A Daughter of the Gods) de Herbert Brenon
- 1916 : Her Double Life de J. Gordon Edwards
- 1916 : The Witch de Frank Powell

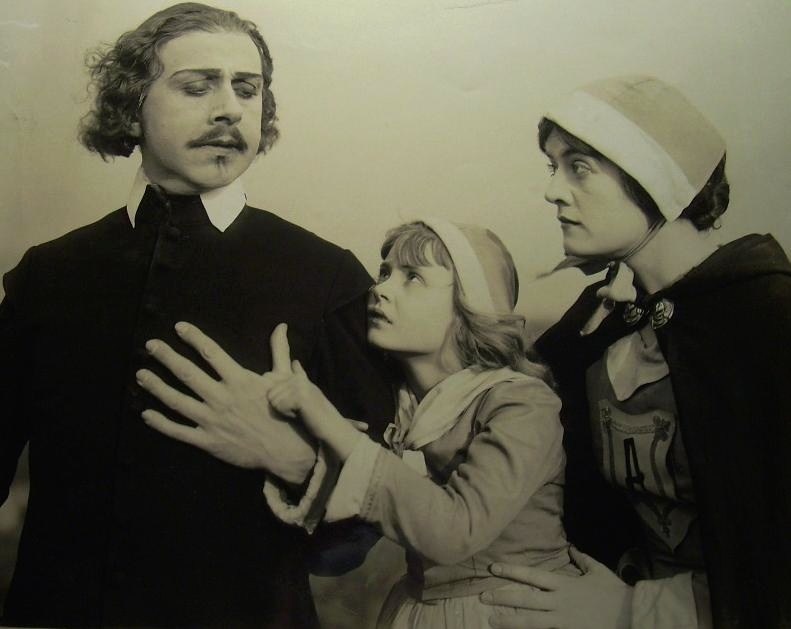
Stuart Holmes, Kittens Reichert et Mary Martin (de g. à d.), dans The Scarlet Letter (1917)

- 1917 : Tangled Lives de J. Gordon Edwards
- 1917 : The Scarlet Letter de Carl Harbaugh
- 1918 : Treason de Burton L. King
- 1918 : The Poor Rich Man (en) de Charles Brabin
- 1919 : Pour sa famille (The Way of a Woman) de Robert Z. Leonard
- 1919 : Dans la nuit (The New Moon) de Chester Withey
- 1919 : The Other Man's Wife de Carl Harbaugh
- 1919 : The Little Intruder de Oscar Apfel
- 1920 : L'Étreinte du passé (Lifting Shadows) de Léonce Perret
- 1921 : No Woman Knows de Tod Browning
- 1921 : Les Quatre Cavaliers de l'Apocalypse (The Four Horsemen of the Apocalypse) de Rex Ingram
- 1921 : All's Fair in Love de E. Mason Hopper
- 1922 : The Strangers' Banquet de Marshall Neilan
- 1922 : Inconscience (Her Husband's Trademark) de Sam Wood
- 1922 : Under Two Flags de Tod Browning
- 1922 : Paid Back d'Irving Cummings
- 1922 : Le Prisonnier de Zenda (The Prisoner of Zenda) de Rex Ingram
- 1923 : The Scarlet Lily de Victor Schertzinger
- 1923 : The Unknown Purple de Roland West
- 1923 : Un nouveau Napoléon (Tea: With a Kick!) de Erle C. Kenton
- 1923 : Amour dangereux (Daughters of the Rich) de Louis J. Gasnier
- 1923 : Temporary Marriage de Lambert Hillyer
- 1924 : La Sirène de Séville (The Siren of Seville) de Jerome Storm et Hunt Stromberg
- 1924 : Tess d'Urberville (Tess of the D'Urbervilles) de Marshall Neilan
- 1924 : Amours de Reine (Three Weeks) de Alan Crosland
- 1924 : Échéance tragique (Between Friends) de James S. Blackton
- 1924 : Vanity's Price de Roy William Neill
- 1924 : La vie et la mort ont croisé le fer (In Every Woman's Life) de Irving Cummings
- 1924 : La Comtesse Olenska (The Age of Innocence) de Wesley Ruggles
- 1925 : A Fool and His Money de Erle C. Kenton
- 1925 : Three Keys de Edward LeSaint
- 1925 : Les Chasseurs de salut (The Salvation Hunters) de Josef von Sternberg
- 1925 : Friendly Enemies de George Melford
- 1925 : Pursued de Dell Henderson
- 1925 : Perds pas tes Dollars ! (The Perfect Clown) de Fred C. Newmeyer
- 1925 : The Primrose Path de Harry O. Hoyt
- 1925 : Paint and Powder de Hunt Stromberg
- 1926 : Métier de chien (Dog Shy) de Leo McCarey (court métrage)
- 1926 : Shadow of the Law de Wallace Worsley
- 1926 : Scared Stiff de James W. Horne (court métrage)
- 1926 : Good and Naughty de Malcolm St. Clair
- 1926 : Broken Hearts of Hollywood de Lloyd Bacon
- 1926 : Beyond the Trail (en) de Albert Herman
- 1926 : Everybody's Acting de Marshall Neilan
- 1927 : Polly of the Movies de Scott Pembroke
- 1927 : Le Roman de Manon (When a Man loves) de Alan Crosland
- 1927 : Maison à louer (Duck Soup) de Fred Guiol (court métrage)
- 1928 : Beware of Married Man de Archie Mayo
- 1928 : Burning Daylight de Charles Brabin
- 1928 : Devil Dogs de Fred Windermere
- 1928 : Le Nid de l'épervier (The Hawk's Nest) de Benjamin Christensen
- 1928 : Should Tall Men Marry ? de Louis J. Gasnier (court métrage)
- 1928 : L'Homme qui rit (The Man who laughs) de Paul Leni
- 1929 : The Heroic Lover de Noel M. Smith
- 1930 : Captain of the Guard (en) de John S. Robertson
- 1931 : War Mamas de Marshall Neilan (court métrage)
- 1932 : Mon copain le roi (My Pal, the King) de Kurt Neumann
- 1933 : From Hell to Heaven de Erle C. Kenton
- 1933 : Adorable de William Dieterle
- 1933 : Parole Girl de Edward F. Cline
- 1934 : Ce n'est pas un péché (Belles of the Nineties) de Leo McCarey
- 1934 : Are we civilized ? de Edwin Carewe
- 1936 : La Flèche d'or (The Golden Arrow) de Alfred E. Green
- 1936 : Caïn et Mabel (Cain and Mabel) de Lloyd Bacon
- 1936 : Murder by an Aristocrat de Frank McDonald
- 1936 : The Case of the Velvet Claws de William Clemens
- 1937 : Une certaine femme (That Certain Woman) de Edmund Goulding
- 1937 : Sous-marin D-1 (Submarine D-1) de Lloyd Bacon
- 1938 : L'Insoumise (Jezebel) de William Wyler
- 1938 : Nuits de bal (The Sisters) de Anatole Litvak
- 1938 : Menaces sur la ville (Racket Busters) de Lloyd Bacon
- 1939 : L'Île du Diable (Devil's Island) de William Clemens
- 1939 : Victoire sur la nuit (Dark Victory) de Edmund Goulding
- 1939 : The Monroe Doctrine de Crane Wilbur
- 1939 : Terreur à l'ouest (The Oklahoma Kid) de Lloyd Bacon
- 1939 : Le Vainqueur (Indianapolis Speedway) de Lloyd Bacon
- 1940 : Finie la comédie (No Time for Comedy) de William Keighley
- 1940 : Une dépêche Reuter (A Dispatch from Reuter's) de William Dieterle
- 1940 : British Intelligence Service (British Intelligence) de Terry O. Morse
- 1940 : Three Cheers for the Irish de Lloyd Bacon
- 1941 : Bombardiers en piqué (Dive Bomber) de Michael Curtiz
- 1944 : Jack l'Éventreur (The Lodger) de John Brahm
- 1944 : La Passion du docteur Hohner (The Climax) de George Waggner (non crédité)
- 1945 : Le Portrait de Dorian Gray (The Picture of Dorian Gray) de Albert Lewin
- 1946 : Gilda de Charles Vidor
- 1947 : L'Aventure de madame Muir (The Ghost and Mrs. Muir) de Joseph L. Mankiewicz
- 1948 : La Rivière d'argent (Silver River) de Raoul Walsh
- 1948 : Jeanne d'Arc (Joan of Arc) de Victor Fleming

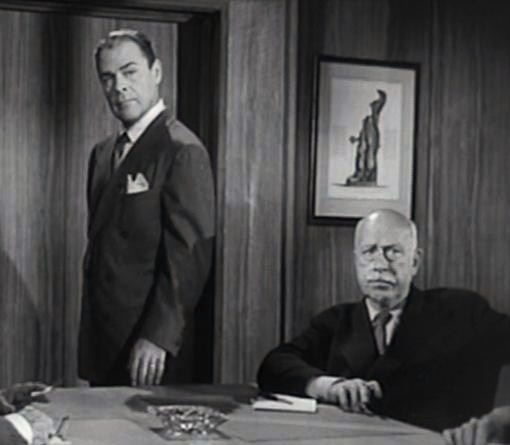
Avec Brian Donlevy (à g.), dans Impact (1949)

- 1949 : Choc en retour (Impact) de Arthur Lubin
- 1950 : Maman est à la page (Let's Dance) de Norman Z. McLeod
- 1950 : Voyage sans retour (Where Danger Lives) de John Farrow
- 1951 : On murmure dans la ville (People will talk) de Joseph L. Mankiewicz
- 1952 : Les Ensorcelés (The Bad and the Beautiful) de Vincente Minnelli
- 1952 : Un amour désespéré (Carrie) de William Wyler
- 1952 : Chantons sous la pluie (Singin' in the Rain) de Stanley Donen et Gene Kelly
- 1953 : Tous en scène (The Band Wagon) de Vincente Minnelli
- 1955 : La Toile d'araignée (The Cobweb) de Vincente Minnelli
- 1955 : Pavillon de combat (The Eternal Sea) de John H. Auer
- 1957 : L'aigle vole au soleil (The Wing of Eagles) de John Ford
- 1958 : Traquenard (Party Girl) de Nicholas Ray
- 1961 : Le Zinzin d'Hollywood (The Errand Boy) de Jerry Lewis
- 1963 : Ma femme est sans critique (Critic's Choice) de Don Weis

### À la télévision
- 1952 : Les Aventures de Superman (Adventures of Superman), série
  - Saison 1, épisode 1 Superman on Earth